# Kalorifer
Kalorifer (fran. calorifère) ili ventilatorska grijalica je uređaj za grijanje prostorija toplim zrakom. Kalorifer namijenjen grijanju velikih radioničkih, skladišnih, izložbenih i drugih hala postavlja se na zid ili strop. Sredstvo za grijanje može biti vodena para, vrela ili topla voda ili se zagrijava električnom energijom. Na ulaznoj strani nalazi se ventilator i nastavci za dovod zraka izvana, iz prostorije ili za kombinirani dovod, dok se na izlaznoj strani prigrađuju dijelovi za raspodjelu i usmjeravanje toploga zraka dovoljna dometa i prikladne brzine strujanja, a mogu se dodati i filtri, ovlaživači i slično. Kaloriferom se naziva i prenosiva grijalica za zagrijavanje manjih, najčešće stambenih prostorija, koja se sastoji od električnog grijača manje snage (obično do 2 kW) i ventilatora za propuhivanje zraka između užarenih niti grijalice.

## Ventilatorske grijalice ili kaloriferi
Ventilatorske grijalice ili kaloriferi spadaju, u stvari, među konvekcijske peći. Te grijalice obično imaju 2 grijača po 1 kW i mali ventilator učina (kapaciteta) 2 m3/min koji preko grijača tiska zrak u prostoriju. Zbog toga se zrak u prostoriji brzo miješa, pa se ona relativno brzo zagrije. Ventilator može raditi i bez uključenih grijača i služiti za hlađenje ljeti. Termostat regulira temperaturu održavajući je na željenoj visini u području od + 5 do + 35 °C. Bimetalni zaštitni prekidač isklapa električnu struju kad se prekorači namještena temperatura. 
Na sličan način rade i veće ventilatorske grijalice (kaloriferi) za zagrijavanje izložbenih, radioničkih i drugih hala i prostorija. Takve grijalice imaju snagu od 6 do 24 kW, a ventilatori odgovarajući učin. Zrak se u tom slučaju može po želji ili dovoditi samo izvana, ili samo iz prostorije, ili kombinirano. Takvim uređajima mogu se dodati filtri, ovlaživač i drugi uređaji.

## Vanjske poveznice
|  | Zajednički poslužitelj ima još gradiva o temi Kalorifer |